# 新上五島警察署
新上五島警察署（しんかみごとうけいさつしょ）は、長崎県警察が設置している警察署の一つである。

## 所在地
- 〒857-4211　長崎県南松浦郡新上五島町有川郷733番地2

## 管轄区域
- 新上五島町全域
- 北松浦郡小値賀町
- 佐世保市の旧宇久町地区
- 西海市の江島及び平島

## 沿革

### 明治・大正
- 1876年（明治9年）7月 - 福江警察出張所有川屯所を設置。
- 1878年（明治11年）- 福江警察署有川分署と改称。
- 1926年（大正15年）6月 - 福江署から独立して有川警察署となる。

### 昭和
- 1948年（昭和23年）2月1日 - 国家地方警察長崎県本部上五島地区警察署を設置。同時に有川・魚目・奈良尾町の3町が自治体警察を発足させる。
- 1951年（昭和26年）10月1日 - 3町の自治体警察を廃止、奈良尾町に国警中五島地区警察署を設置。
- 1954年（昭和29年）7月1日 - 国警上五島地区警察署及び中五島地区警察署を廃止、長崎県警有川警察署及び奈良尾警察署を設置。
- 1972年（昭和47年）9月1日 - 奈良尾警察署を廃止、管轄区域を有川署に編入。
- 1973年（昭和48年）2月2日 - 現在地（旧有川小学校跡地）に新築移転。

### 平成
- 2004年（平成16年）8月1日 - 上五島5町の新設合併により、新上五島町が発足するのと同時に新上五島警察署（現在名）に改称。

## 内部組織[1]
- 警務課
  - 警務係
  - 留置係
- 会計課
  - 会計係
- 刑事生活安全課
  - 捜査係
  - 鑑識係
  - 生活安全係
- 地域交通課
  - 企画指導係
  - 船舶係
  - 地域第一係
  - 地域第二係
  - 地域第三係
  - 交通係
- 警備課
  - 警備係

## 交番
なし。

## 駐在所
カッコ内は所在地。

### 新上五島町

#### 新魚目地区（北部）
- 新魚目警察官駐在所（しんうおのめ、南松浦郡新上五島町榎津郷41番地2）
- 立串警察官駐在所（たてぐし、南松浦郡新上五島町立串郷570番地8）

#### 有川地区（東部）
- 鯛ノ浦警察官駐在所（たいのうら、南松浦郡新上五島町鯛ノ浦郷293番地2）
- 友住警察官駐在所（ともすみ、南松浦郡新上五島町友住郷128番地1）

#### 上五島地区（中部）
- 上五島警察官駐在所（かみごとう、南松浦郡新上五島町青方郷2274番地）
- 奈摩警察官駐在所（なま、南松浦郡新上五島町奈摩郷910番地34）

#### 若松地区（南西部）
- 若松警察官駐在所（わかまつ、南松浦郡新上五島町若松郷219番地）
- 上荒川警察官駐在所（かみあらかわ、南松浦郡新上五島町荒川郷37番地3）

#### 奈良尾地区（南部）
- 奈良尾警察官駐在所（ならお、南松浦郡新上五島町奈良尾郷974番地11）-旧奈良尾交番。2006年（平成18年）に交番から警察官駐在所となった。

### 佐世保市
- 宇久警察官駐在所（たいら、佐世保市宇久町平2524番地25）

### 小値賀町
- 小値賀警察官駐在所（おぢか、北松浦郡小値賀町笛吹郷1976番地6）

## 警備艇
- 「ありかわ」 （15.00t）

## 運転免許の即日交付
- 長崎県内で運転免許の即日交付が可能な警察署の中の1つである[2]。

## 廃止された交番・警察官駐在所
（　）は読み、所在地だった場所。---は廃止後に所管区が移された交番・駐在所を表す。
- 2006年（平成18年）
  - 浜ノ浦警察官駐在所（はまのうら、南松浦郡新上五島町続浜ノ浦郷185番地2）（上五島地区）--- 上荒川警察官駐在所
  - 神浦警察官駐在所（こうのうら、佐世保市宇久町神浦2935番地1）--- 平警察官駐在所
  - 平島警察官駐在所（ひらしま、西海市崎戸町平島830番地1）--- 友住警察官駐在所
  - 前方警察官駐在所（まえかた、北松浦郡小値賀町前方郷4243番地3）--- 小値賀警察官駐在所